# Дулі Янг Маха Муліа
Дулі Янг Маха Муліа або Duli Yang Maha Mulia (DYMM) - титул монарха в Малайзії. Також назва офіційного гімну штату Селангор, прийнятий у 1967 році. 
Автор слів невідомий, музику написав Сайфул Бахрі, який також є автором офіційного гімну штату Малакки "Melaka Maju Jaya". 
Дулі Янг Маха Муліа є королівським титулом, еквівалентним Його Королівській Вельможності; використовується для позначення  правителів низки штатів Малайзії. 
Цей королівський титул застосовується для глав штатів Негері-Сембілан, Селангор, Перліс, Теренггану, Кедах, Келантан, Паханг, Джохор та Перак. 

## Історія
Титул Дулі Янг Маха Муліа є традиціний титулом для монарших осіб та правителів штатів в Малайзії. Європейським виповідником цього титулу є - Королівська Вельможність. 
Перший офіційний державний гімн штату Селангор був прийнятий у 1908 році. Гімн було створено на основі інтерпретації пісні «Chantek Manis» Даніеля Ортего. Текст до цього гімну починався зі слів:
```
Allah selamatkan Duli Yang Maha Mulia,
Kekal dan selamat di-atas Takhta
```

У 1966 році Салахуддін Абдул Азіз Шах, тодішній султан Селангору, ухвалив рішення, що ця пісня буде замінена нинішнім гімном.
В оригіналі текст звучить так:
Duli Yang Maha Mulia
Selamat di atas takhta
Allah lanjutkan usia Tuanku
Rakyat mohon restu bawah Duli Tuanku
Bahagia selama-lamanya
Aman dan sentosa
Duli Yang Maha Mulia
Дослівний переклад пісні:
Дулі Янг Маха Муліа (Ваша Королівська Вельможність)
Славтесь на своєму троні
Хай Аллах дасть Вам довге життя
Народ просить благословення
Від Вас, Вельможносте
Щасливий Назавжди
Лагідний і ясний
Дулі Янг Маха Муліа